# MGB BDSeh 4/8
Die BDSeh 4/8 sind dreiteilige meterspurige elektrische Niederflur-Panoramatriebzüge für gemischtem Adhäsions- und Zahnradbetrieb der Matterhorn-Gotthard-Bahn (MGB) zur Bewältigung des Pendelverkehrs zwischen dem autofreien Zermatt und dem Autoparkplatz in Täsch. Die von Stadler Bussnang gelieferten Fahrzeuge sind die ersten Triebfahrzeuge, die 2003 von der neuen Matterhorn-Gotthard-Bahn in Dienst gestellt wurden.

## Geschichte

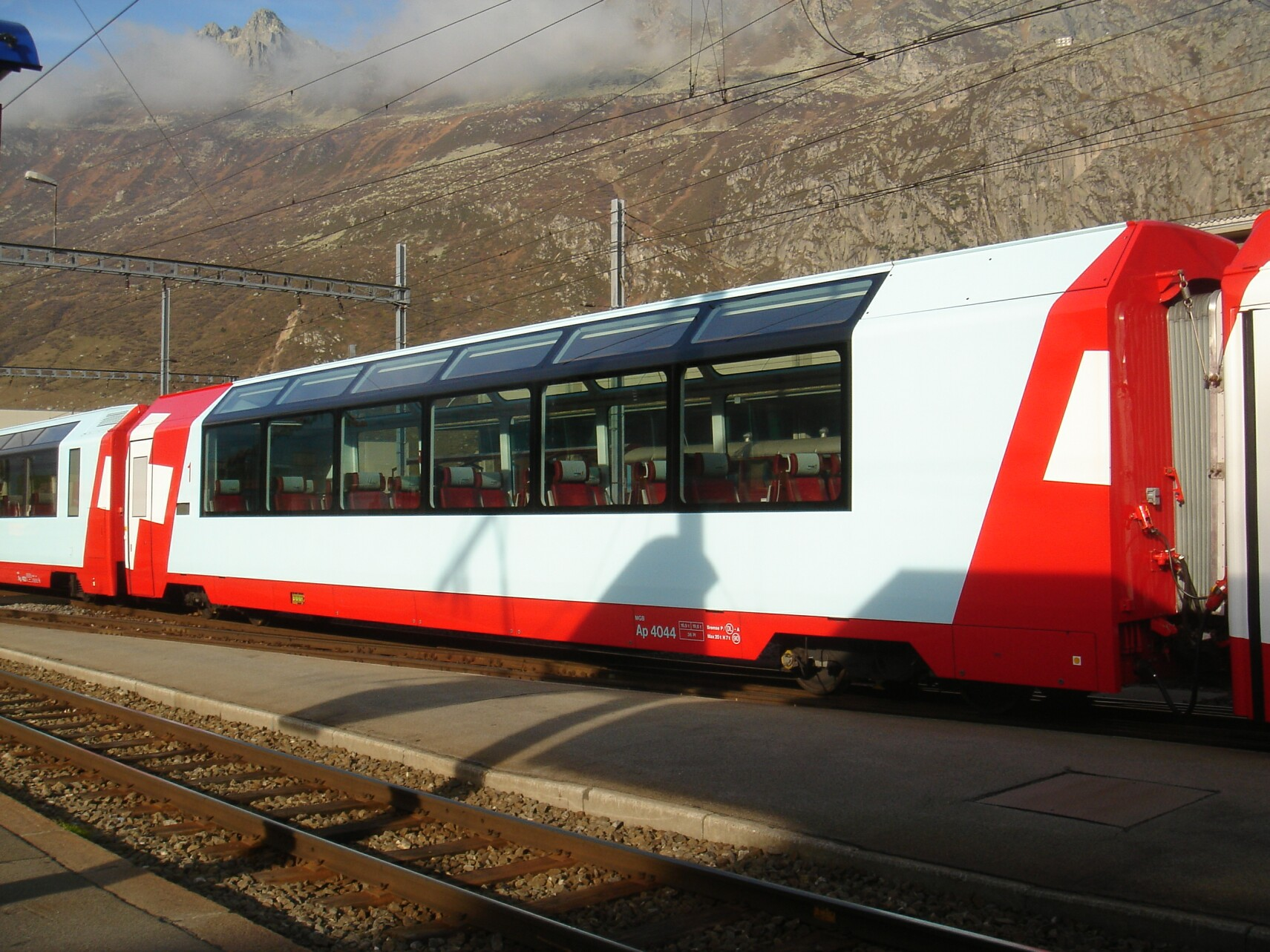
Die Panoramawagen des Glacier-Express dienten als Vorbild für den Mittelwagen der BDSeh 4/8.

Auf der kurzen Strecke zwischen Täsch und Zermatt betreibt die Matterhorn-Gotthard-Bahn einen intensiven Vorortsverkehr, wobei die mit dem Auto anreisenden Passagiere oft viel Gepäck und Sportgeräte mitführen. Nachdem 1999 in Täsch ein neues Parkhaus eröffnet worden war, musste die Transportkapazität der Bahn vergrössert und weiteres Rollmaterial beschafft werden. Die Beschaffung klassischer Gelenktriebwagen GTW 2/6 schied wegen zu geringer Kapazität aus, ein GTW 4/8 mit zwei Traktionsmodulen erwies sich als zu teuer. Die realisierten Triebzüge mit einem vierachsigen Mittelwagen als Traktionsmodul sind genug leistungsfähig, um bei Bedarf auch Verstärkungswagen mitführen zu können. Um den Fahrgästen ein attraktives Fahrzeug anbieten zu können, wurde der mittlere Zugteil als Aussichtswagen in der Art der vorhandenen Panoramawagen des Glacier-Express konzipiert. Dem Panoramaabteil in der Mitte des Triebzugs ist auch das S in der Bauartbezeichnung geschuldet.

## Technik

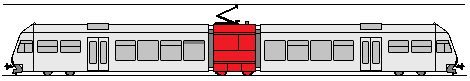
Beim GTW befindet sich der Antrieb im rot markierten Traktionsmodul.

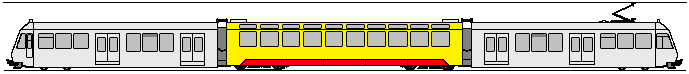
BDSeh 4/8 mit Panoramaabteil (gelb) im Mittelwagen und unterflur eingebauter Antriebsausrüstung (rot).

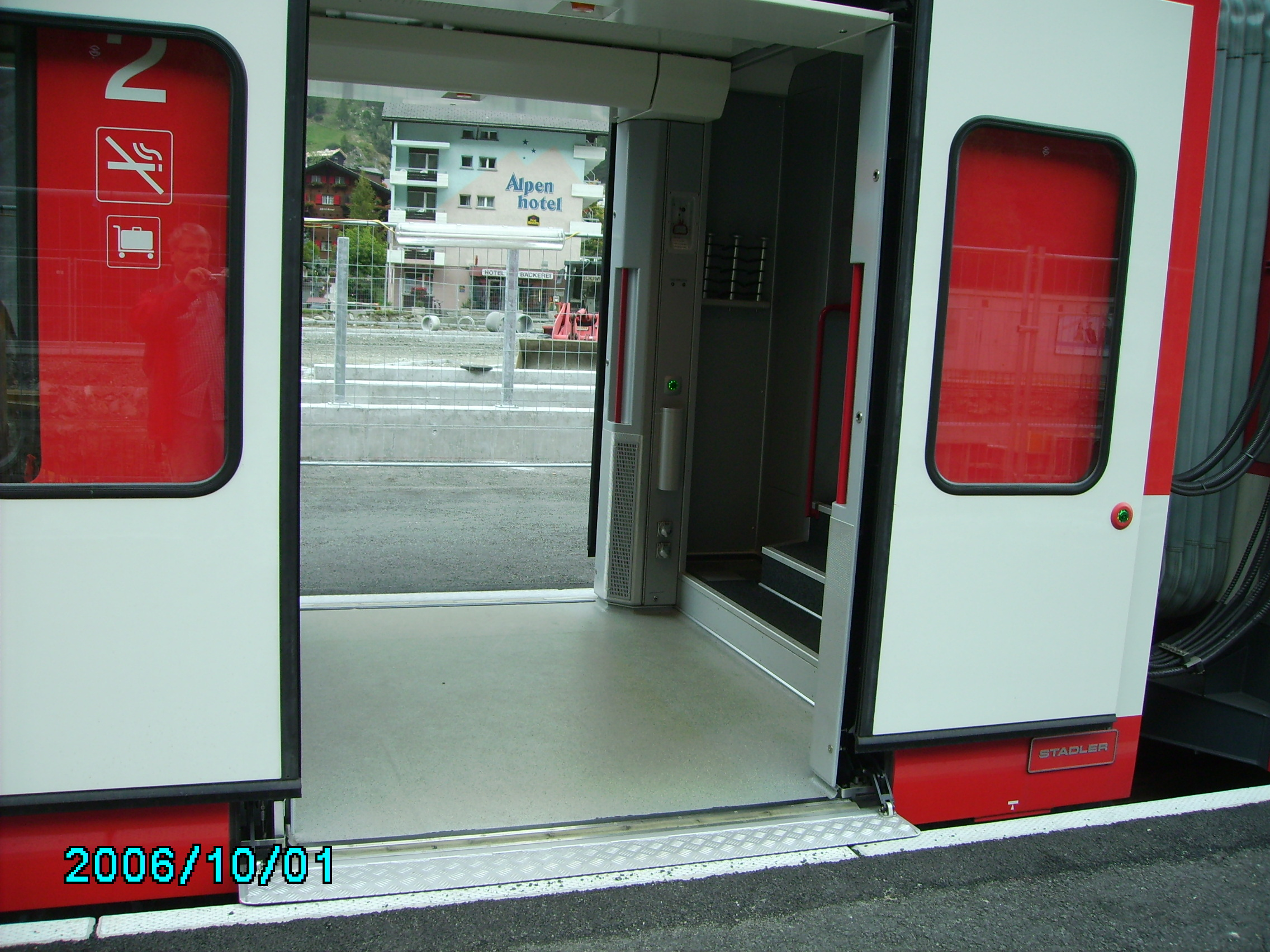
Höhengleicher Übergang für Kofferkulis

Die bei der MGB auch als Zermatt-Shuttle bezeichneten Triebzüge bestehen aus dem angetriebenen vierachsigen Panorama-Mittelwagen und zwei aufgesattelten GTW-Steuerwagen mit Niederflureinstieg, die den Transport von bis zu 36 Kofferkulis erlauben. Die Wagenkästen sind für eine statische Druckfestigkeit von 800 kN ausgelegt. Der Mittelwagen mit den Panoramafenstern ist eine leichte Stahlbaukonstruktion, die wegen der beschränkten Achslast von 15 Tonnen einen konsequenten Leichtbau erforderte. Die beiden Niederflur-Endwagenkästen sind klassische GTW-Aluminium-Konstruktionen mit geschweisster Bodenwanne und Türrahmen, geschraubten Seitenwänden und geklebtem Dach. Aus Gewichtsgründen wurden gegenüber den Schmalspur-GTW der BTI, der CEV und der YSteC ein neues Längsträgerprofil hergestellt, das auch bei den gleichzeitig gebauten Meterspur-Zahnrad-GTW der Montserrat-Bahn verwendet wurde.
Die beiden Triebdrehgestelle mit dem Zahnrad- und dem abkuppelbaren Adhäsionsantrieb wurden von den Beh 4/8 der Transports Publics du Chablais (TPC) abgeleitet. Die Laufdrehgestelle für den Zermatt-Shuttle und für die Zahnrad-GTW der Montserrat-Bahn wurden als Basis-Drehgestell neu entwickelt. Es ist mit oder ohne Bremszahnrad lieferbar und kommt auch bei den Gelenksteuerwagen ABt 421–425 der Berner Oberland-Bahn und den Spatz der Brünigbahn zum Einsatz. Als Hauptbremse dient eine leistungsfähige Rekuperationsbremse, die bis kurz vor dem Stillstand wirkt. Sie wird ergänzt durch eine druckluftbetriebene Adhäsions-Klotzbremse und je einer Bandbremsen auf jeder Triebachse als Zahnradbremssystem 1. Eine Federspeicherbremse im Regime Adhäsion und das aus zwei Federspeicher-Bandbremsen pro Triebachse bestehende Zahnradbremssystem 2 dienen als Feststellbremsen. Eine Schleuderbremse verhindert das Schleudern der Triebräder bei schlechten Adhäsionsverhältnissen. Für Notfälle stehen auf Zahnstangenabschnitten eine selbsterregte Widerstandsbremse und das Zahnradbremssystem 2 zur Verfügung.
Die elektrische Ausrüstung der BDSeh 4/8 mit GTO-Stromrichtern stammt von der DB-Baureihe 423. Die Zermatt-Shuttle können dank einer automatischen Zentralkupplung Schwab FK-9-6 unter sich oder mit den Komet ABDeh 4/8 und ABDeh 4/10 in Doppeltraktion fahren, was eine Anpassung an die Kapazitätbedürfnisse ermöglicht. Zudem ist ein Betrieb mit Steuerwagen möglich. Im Innern des Fahrzeugs gibt es eine Klimaanlage und ein Fahrgastinformationssystem.
Die Triebzüge dienten als Grundlage zur Entwicklung der MGB Komet und der Stadler Spatz.

## Betrieb

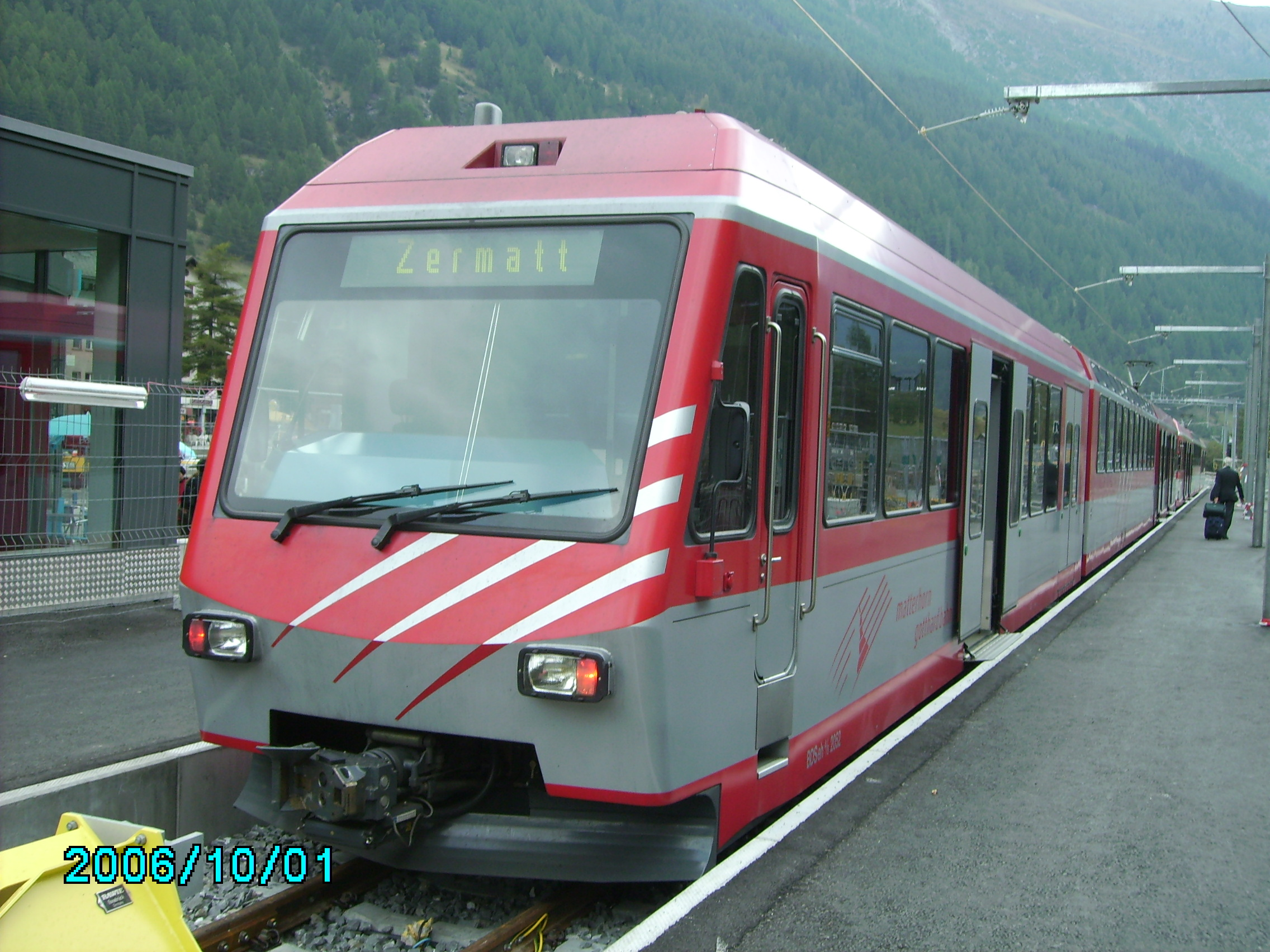
Zur Abfahrt bereiter Zermatt-Shuttle BDSeh 4/8 in Täsch

Während der Touristensaison sind am Wochenende alle vier Triebwagen in Doppeltraktion im Einsatz. Am Abend und in Wochenmitte verkehren meist zwei Triebwagen als Alleinfahrer. Als Reserve dienten bis 2014 die ABDeh 8/8 mit Kofferkuli-Wagen. 2014 wurden die drei Kofferkuli-Steuerwagen BDkt 2231–33 für den Betrieb mit den Triebzügen angepasst und dienen seither, neben dem Gepäcktransport Visp–Zermatt, auch als Reserve für die Shuttle-Züge Täsch–Zermatt. Vereinzelt sind die BDSeh 4/8 auch schon auf der Strecke bis Visp oder Brig als Verstärkung zum Einsatz gekommen. Häufig ist die Überfuhr in Fahrplanzügen zum Unterhalt in Brig und wieder zurück.

## Fahrzeugliste
| Betriebsnummer | Name     | Inbetriebnahme |
| -------------- | -------- | -------------- |
| 2051           | Castor   | 2002           |
| 2052           | Pollux   | 2002           |
| 2053           | Albatros | 2005           |
| 2054           | Eagle    | 2005           |